# アステリア (企業)
アステリア株式会社（英: Asteria Corporation）は、東京都渋谷区に本社を置き、企業内の多種多様なコンピューターやデバイスの間を接続するソフトウェアやサービスを開発・販売している日本のIT企業。

## 概要
1998年に国内初のXML専業ソフトウェア会社として設立され、XML技術をベースとしてシステム連携を行うパッケージソフト「ASTERIA Warp」を主力製品とし、モバイルコンテンツ管理サービス「Handbook」や、IoT活用モバイルクラウド基盤「Platio」、エッジコンピューティング用ミドルウェア「 Gravio（グラヴィオ）」など「つなぐ」ことをテーマにしたソフトウェア製品の開発・販売を行っている。
2018年10月1日、インフォテリア株式会社からアステリア株式会社に商号を変更した。

## 沿革
- 1998年9月 - 平野洋一郎と北原淑行の両名がインフォテリア株式会社を設立。
- 1999年
  - 1月 - 世界初の商用XMLエンジンiPEXを出荷開始。
  - 3月 - 個人投資家（エンジェル）を中心とした増資で3,400万円を調達。
  - 6月 - 日本テクノロジーベンチャーパートナーズ（代表：村口和孝）を中心とした増資で6,600万円を調達。
  - 11月 - 国内VCを中心とした増資で6億円を調達。
- 2000年
  - 3月 - 海外金融機関を中心とした増資で20億円を調達。
  - 4月 - 子会社インフォテリア・ネットワークス株式会社、インフォテリア・コミュニケーションズ株式会社、Infoteria USAを設立。
- 2001年2月 - 国内初のRosettaNet対応パッケージソフト「Asteria for RosettaNet」を出荷開始。
- 2002年
  - 5月 - インフォテリア・ネットワークス株式会社を吸収合併。
  - 6月 - 「ノン・コーディング」をコンセプトとしたシステム連携パッケージソフト「ASTERIA R2」を出荷開始。
- 2003年10月 - 「ノン・コーディング」のコンセプトを進化させたシステム連携パッケージソフト「ASTERIA 3」を出荷開始。
- 2005年3月 - インフォテリア・コミュニケーションズ株式会社を吸収合併。
- 2006年
  - 8月 - ソーシャルカレンダー「c2talk」をリリース。
  - 9月 - トピック管理サービス「Topika」をリリース。
  - 9月 - Infoteria USAが、Cometを使ったチャットサービス「Lingr」をリリース。
- 2007年
  - 1月 - 第4世代ASTERIAシリーズとして「ASTERIA ARMS」「ASTERIA Warp」「ASTERIA Warp Lite」を出荷開始。
  - 6月 - 東京証券取引所マザーズ市場上場。初値は、公募価格の2.6倍の人気となった。
  - 7月 - オンライン表計算サービス「OnSheet」を発表。同10月提供開始。
  - 10月 - SaaS専業子会社「インフォテリア・オンライン株式会社」設立。[2]
- 2008年
  - 1月 - SaaS型データ連携ソフト「ASTERIA On Demand」を提供開始。
  - 2月 - マスターデータ管理パッケージソフト「ASTERIA MDM One」を出荷開始。
  - 4月 - オンライン付箋サービス「lino」をリリース。
  - 8月 - Infoteria USAが、ミニブログサービス「Rejaw」をリリース。
  - 10月 - ファイル転送サービス「OnTranq」をリリース。
- 2009年
  - 4月 - 「Lingr」と「Rejaw」のサービス終了。
  - 6月 - iPhoneコンテンツ作成・配信・閲覧の統合サービス「Handbook」を提供開始。
  - 6月 - Infoteria Corporation USAを閉鎖
  - 9月 - インフォテリア・オンライン株式会社を吸収合併
- 2010年
  - 3月 - Twitter対応iPhoneカレンダー「TwitCal」を提供開始
  - 5月 - 「Handbook」のiPad対応版を提供開始。
  - 6月 - 「Handbook」のAndroid対応版を提供開始。
  - 10月 - 「TwitCal」をEvernote、Googleカレンダーに対応し、「SnapCal」と改名して提供開始。
- 2012年
  - 3月 - 中華人民共和国浙江省杭州市に研究開発および技術支援のための100%子会社を設立。
  - 5月 - アメリカ合衆国サンフランシスコ市のハイテクベンチャー企業Extentech社を買収し100%子会社化。[3]
  - 11月 - 中華人民共和国上海市に同社製品販売のための100%子会社を設立。

- 2013年9月 - 香港に「 Infoteria Hong Kong Limited」（100％子会社）を設立。

- 2014年
  - 2月 - インドネシアの「Sribu社」へ出資し持分法適用会社化。
  - 6月 - シンガポールに100％子会社「Infoteria Pte. Ltd.」を設立。
- 2015年
  - 9月 - 熊本県小国町と小国杉保全の協定を締結し「インフォテリアの森」をスタート。
  - 12月 - プライベート・ブロックチェーン技術を有する「テックビューロ」と事業提携。

- 2016年
  - 6月 - CData Software inc.と共同出資でCData Software Japan合同会社を設立[4]。
  - 10月 - ASTERIA Warpの新ラインナップ「ASTERIA Warp Core」を提供開始。
  - 10月 - モバイルアプリ開発ツール「Platio」を提供開始。
  - 10月 - ヒト、モノ、情報がつながるリアルな空間「IoT Future Lab.」を開設。

- 2017年
  - 4月 - 英デザイン戦略コンサルティング企業「This Place社」を買収し100％子会社化。[5]
  - 6月 - エッジコンピューティング用ミドルウェア「Gravio（グラヴィオ）」提供開始。

- 2018年
  - 3月 - 東京証券取引所市場第一部へ市場変更。
  - 3月 - 投資専門子会社Asteria Vision Fund Inc.を米テキサス州に設立[6]。
  - 4月 - AI研究開発専門子会社Ateria ARTを設立[7]。
  - 10月 - アステリア株式会社へ商号を変更[8][9]。

- 2020年8月 - 熊本R&Dセンターを開設[10]。

- 2021年6月 - 中部事業所を愛知県名古屋市に開設[11]。

- 2022年10月 - 本社を東京都渋谷区広尾1丁目に移転[12]。
- 2023年7月 - 軽井沢に軽井沢リゾートオフィスを開設[13]。

## 主な製品・サービス
- ASTERIA Warp - ノーコードのデータ連携ツール
- ASTERIA Warp Core - ASTERIA Warpの基本機能を厳選しパッケージ化。月額課金
- ASTERIA MDM One - マスターデータ管理を行うパッケージソフト
- Handbook - モバイル向けコンテンツ管理（MCM）サービス
- Platio - IoT対応モバイルアプリ開発基盤
- Gravio - エッジコンピューティング用ミドルウェア
- SnapCal - パーソナルクラウド対応“つながる”カレンダー ※iPhone/iPad/Android用アプリ
- lino - オンライン付箋サービス ※SaaSで提供

## 役員
- 平野洋一郎 - 代表取締役 執行役員 社長/CEO
- 北原淑行 - 取締役 執行役員 副社長/最高技術責任者
- 五味廣文 - 独立社外取締役（新生銀行 会長/元 金融庁長官）
- Anis Uzzaman - 独立社外取締役（Pegasus Tech Ventures, CEO）
- 時岡真理子 - 独立社外取締役 (East Meet East CEO, 元Quipper共同創業者/COO)
- 正宗エリザベス - 独立社外取締役（元在日オーストラリア大使館公使）
- 齊藤裕久 - 常務執行役員 最高財務責任者
- 黄曦 - 常務執行役員 中国開発センター担当/亿福天（杭州）信息科技有限公司 董事長
- Dusan Hamlin - 執行役員 Global COO/This Place Limited CEO
- 熊谷晋 - 執行役員 エンタープライズ本部長
- 田村健 - 執行役員 研究開発本部長
- 長沼史宏 - 執行役員 コミュニケーション本部長
- 髙野善晴 - 常勤監査役
- 赤松万也 - 監査役
- 長崎玲 - 監査役

### 過去の主な社外取締役
- 田村耕太郎 - 社外取締役 (国立シンガポール大学特任教授、Milken Institute Asia Fellow)
- 宋文洲 - 社外取締役（ソフトブレーン株式会社創業者）
- 磯崎哲也 - 社外取締役（磯崎哲也事務所代表）
- 村口和孝 - 社外取締役（NTVP代表）
- 菊池三郎 - 社外取締役（元・ロータス株式会社 代表取締役）

## 主な参加団体
- 一般社団法人日本データマネジメント協会（JDMC）
- 一般社団法人ブロックチェーン推進協会（BCCC）[14]
- ノーコード推進協会（NCPA）[15]
- MIJSコンソーシアム
- 先端IT活用推進コンソーシアム（AITC）
- XML技術者育成推進委員会